# Os epitrapezium
Het os epitrapezium is een extra handwortelbeentje dat bij een klein aantal mensen voorkomt. Het is dan gelegen aan de dorsolaterale zijde van het os trapezium, direct naast het os scaphoideum.
Het botje kan erg in grootte verschillen. Op röntgenfoto's wordt een os epitrapezium soms onterecht aangemerkt als afwijkend botdeel of fractuur.

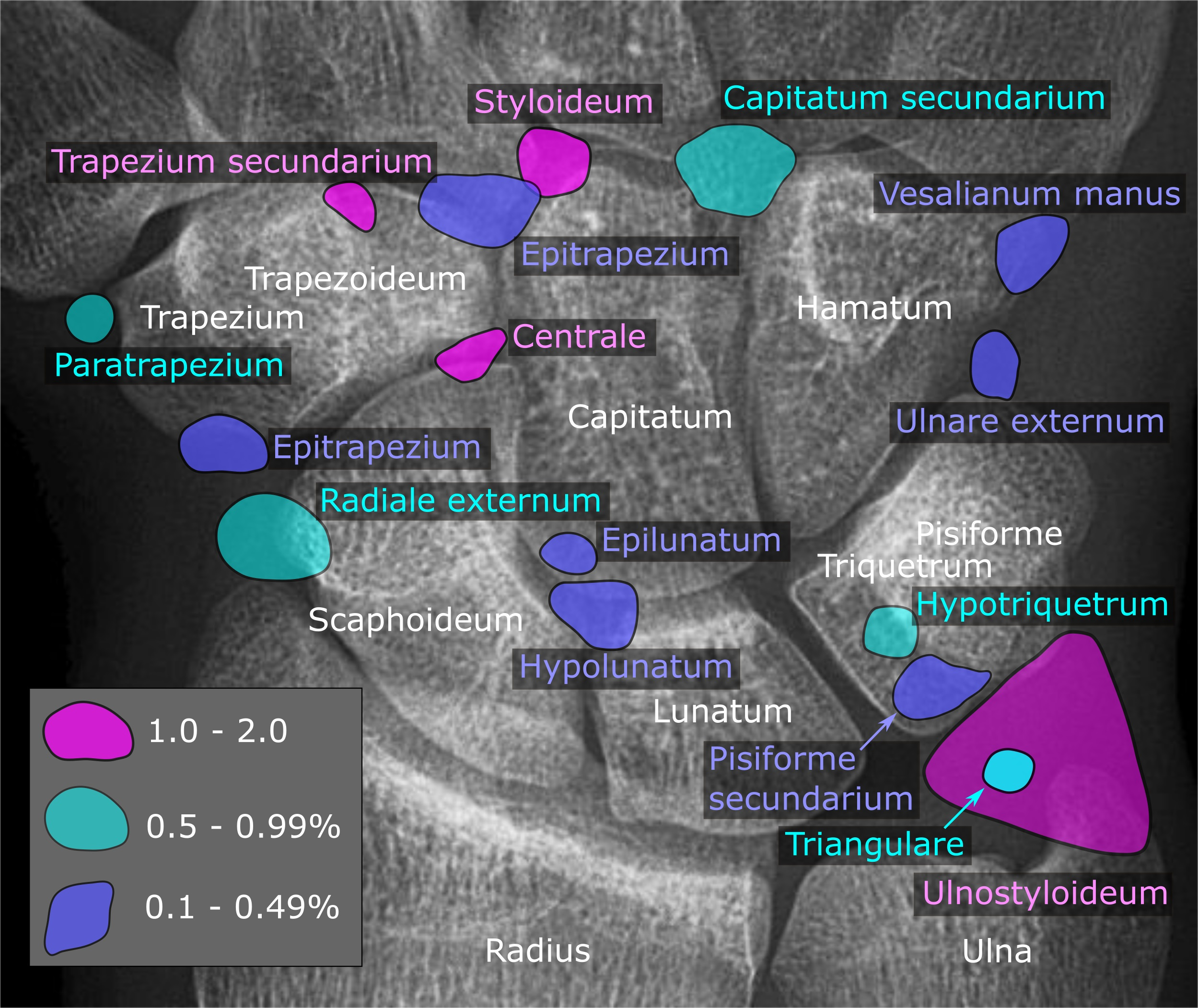
Röntgenfoto van de linker pols, met de extra handwortelbeentjes gekleurd naar hun prevalentie.